# Andrej Vovko
Andrej Vovko, slovenski zgodovinar in profesor, * 22. marec 1947, Jezernica, Koroška, Avstrija, † 5. september 2015 v Ljubljani.
Rodil se je v Jezernici na avstrijskem Koroškem begunskim staršem Vladimirju in Vidi, rojeni Lovrenčič, a se je z mamo kmalu vrnil v domovino. Očeta, ki je nadaljeval pot v Kanado, ni nikoli spoznal. Leta 1972 je na Filozofski fakulteti diplomiral iz zgodovine in umetnostne zgodovine. Za diplomsko nalogo La Yougoslavie, revija jugoslovanske federalistične emigracije v Švici 1917–1918 je prejel Prešernovo nagrado za študente Univerze v Ljubljani. Leta 1978 je na isti fakulteti magistriral s temo Pregled delovanja »Zveze jugoslovanskih emigrantov iz Julijske krajine« v letih 1931–1940, leta 1992 pa prav tam doktoriral z disertacijo Družba Sv. Cirila in Metoda: 1885–1918.
V letih 1972–1976 je bil asistent na Inštitutu za narodnostna vprašanja, nato kustos in višji kustos v Slovenskem šolskem muzeju do leta 1987, ko je postal predstojnik Inštituta za slovensko izseljenstvo ZRC SAZU. V tej vlogi je med drugim osnoval revijo Dve Domovini/Two Homelands in bil njen prvi urednik (1990–1992). V letih 1993–1998 je bil ravnatelj Slovenskega šolskega muzeja (in obenem urednik Šolske kronike), kjer je 1996 postal muzejski svetnik. Potem se je spet zaposlil na ZRC SAZU, tokrat v sekciji za biografiko, bibliografijo in dokumentacijo Inštituta za slovensko literaturo in literarne vede, kjer je 1998 pridobil naziv znanstvenega svetnika. Ob njenem preoblikovanju v Inštitut za biografiko in bibliografijo leta 2000 (2005 je bil preimenovan v Inštitut za kulturno zgodovino), je postal njegov prvi predstojnik, dokler se ni leta 2010 upokojil. 1999 je bil na Pedagoški (pozneje filozofski) fakulteti Univerze v Mariboru habilitiran v naziv docenta in 2004 za izrednega profesorja. Po upokojitvi je do konca življenja še poučeval kulturno zgodovino na Mariborski univerzi. 
Ukvarjal se je tudi s publicistiko in bil ustanovni član ter predsednik izseljenskega društva Slovenija v svetu, ki ga je imenovalo za častnega člana, pa tudi član Glavnega uredniškega odbora Enciklopedije Slovenije, član slovensko-italijanske zgodovinsko-kulturne komisije in Komisije Vlade Republike Slovenije za reševanje vprašanj prikritih grobišč.
Je avtor ali soavtor naslednjih monografskih del:
- Šolstvo na Slovenskem skozi stoletja (soavtor Jože Ciperle, 1987);
- Mal položi dar: Portret slovenske narodnoobrambne šolske organizacije Družbe sv. Cirila in Metoda 1885–1918 (1994);
- Nasmejana zgodovina: Popotovanje skozi čas v 189 nasmehih (1996);
- Prvih sto let Kranjsko slovenske katoliške jednote: Pregled zgodovine KSKJ: 1894-1994 (ur. Darko Friš, soavtorja Darko Friš in Bogdan Kolar, 1997);
- Odborniki in članstvo podružnic Družbe sv. Cirila in Metoda 1885–1918 (2004).

Od svojega starega očeta, književnika Jože Lovrenčiča, je Andrej Vovko podedoval literarni talent, bil pa je tudi v daljnem sorodstvu z italijanskim literatom Alessandrom Manzonijem. Leposlovne prispevke je objavljal predvsem v letih 1970–1981, največ v Obzorniku, Planinskem vestniku in Družini, pa tudi Novi Mladiki in drugod. V zadnjem letu življenja je v samozaložbi objavil pesniško zbirko Otočje okamenele tišine.